# Hahn am See
Hahn am See là một đô thị thuộc một ‘‘Verbandsgemeinde’’ - ở huyện Westerwald trong bang Rheinland-Pfalz, Đức. Đô thị Hahn am See có diện tích km².
Đô thị này nằm ở Westerwald giữa Montabaur và Hachenburg. Đô thị này thuộc Verbandsgemeinde Wallmerod, một dạng đô thị tập thể chỉ có ở bang Rheinland-Pfalz.